# Rękawice ochronne

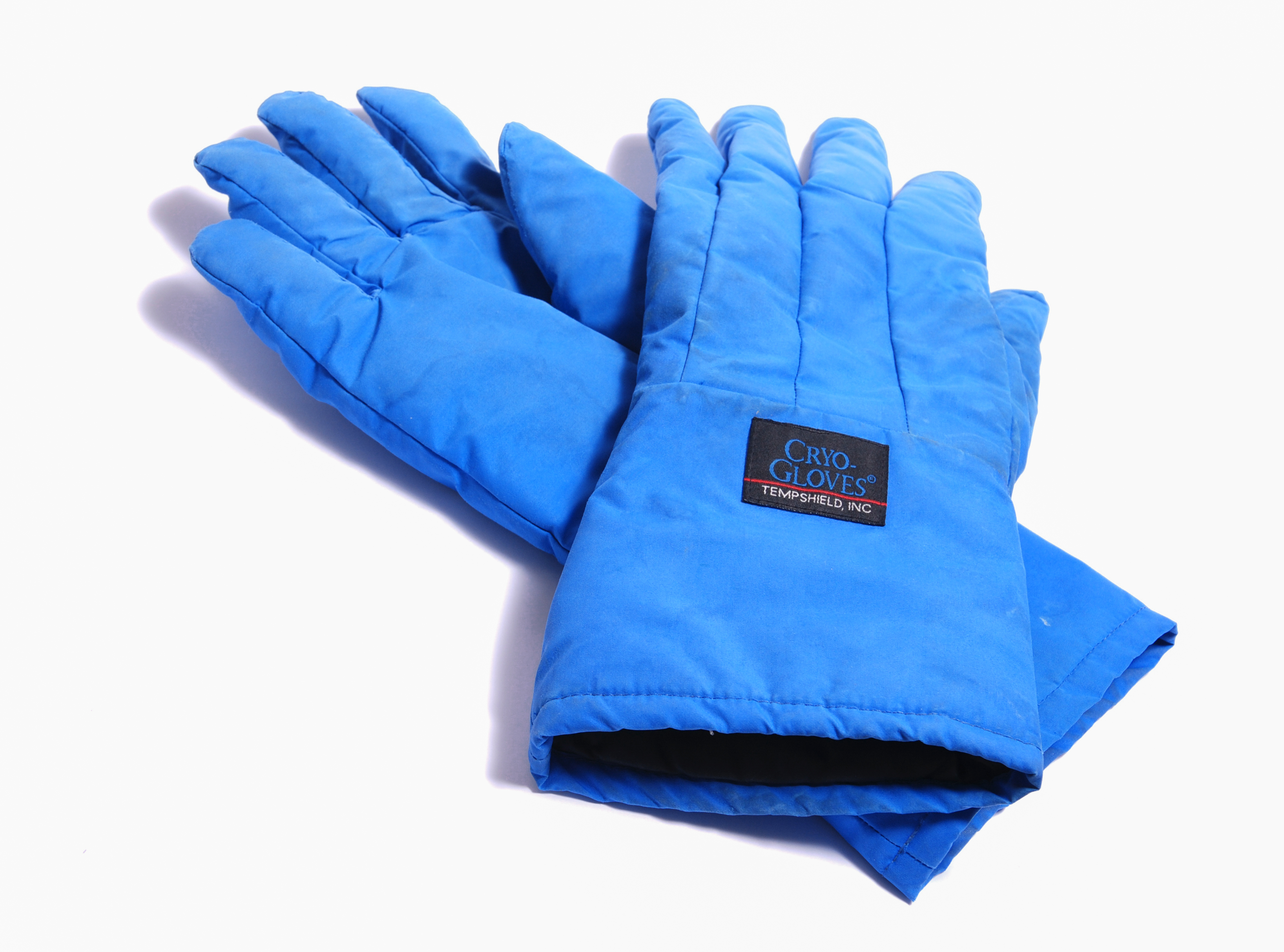
Laboratoryjne rękawice chroniące przed zimnem wykorzystywane w Instytucie Molekularnej Biologii Komórki i Genetyki Maxa Plancka

Rękawice ochronne – element odzieży ochronnej służący do ochrony dłoni, lub dłoni i nadgarstków przed niepożądanym, lub szkodliwym dla zdrowia oddziaływaniem czynników zewnętrznych.
Podstawową normą obowiązującą dla wszystkich rękawic ochronnych jest norma zharmonizowana PN-EN 420+A1:2010 Rękawice ochronne – Wymagania ogólne i metody badań określająca podstawowe wymagania i stosowne procedury badania odnoszące się do projektowania i konstrukcji rękawic, odporności użytych materiałów na przenikanie wody, nieszkodliwości, wygody użytkowania, znakowania oraz informacji dołączanych przez producenta do wszystkich wyprodukowanych przez niego rękawic ochronnych.

## Rozmiary rękawic roboczych
Rozmiary rękawic zostały znormalizowane przez PN-EN 420+A1:2010 Rękawice ochronne – Wymagania ogólne i metody badań. Norma ta jest często stosowana również w oznakowaniu rozmiarów zwykłych rękawiczek.
| Rozmiar rękawicy | Obwód dłoni [mm] | Długość dłoni [mm] | Minimalna długość rękawicy [mm] |
| ---------------- | ---------------- | ------------------ | ------------------------------- |
| 6                | 152              | 160                | 220                             |
| 7                | 178              | 171                | 230                             |
| 8                | 203              | 182                | 240                             |
| 9                | 229              | 192                | 250                             |
| 10               | 254              | 204                | 270                             |
| 11               | 279              | 215                | 280                             |

## Rękawice chroniące przed gorącymi czynnikami termicznymi
Stosowane są przy pracach w których występuje narażenie rąk na działanie gorąca i/lub ognia. Wymagania i metody badania dla tej grupy rękawic określa norma zharmonizowana PN-EN 407:2007 Rękawice chroniące przed zagrożeniami termicznymi (gorąco i/lub ogień). Rękawice tego typu są oznaczone są odpowiednim znakiem graficznym, oraz sześcioma liczbami (z zakresu od 1 do 4) określającymi poziomy skuteczności ochrony poszczególnych parametrów odpowiadają zagrożeniom podczas przewidywanego przez producenta zakresu użytkowania rękawic. Liczby te podawane są w ściśle określonej kolejności:
- zachowanie się podczas palenia (od 1 do 4);
- odporność na ciepło kontaktowe (od 1 do 4);
- odporność na ciepło konwekcyjne (od 1 do 4);
- odporność na ciepło promieniowania (od 1 do 4);
- odporność na drobne rozpryski stopionego metalu (od 1 do 4);
- odporność na duże ilości stopionego metalu (od 1 do 4).

W przypadku zastosowania do badania odporności innych metali niż żelazo producent powinien poinformować o tym w dokumentacji dostarczonej wraz z wyrobem.
| Test                               | Opis                                                       | Poziom skuteczności | Poziom skuteczności | Poziom skuteczności | Poziom skuteczności |
| Test                               | Opis                                                       | 1                   | 2                   | 3                   | 4                   |
| ---------------------------------- | ---------------------------------------------------------- | ------------------- | ------------------- | ------------------- | ------------------- |
| Palenie                            | Czas dalszego palenia [s] Czas dalszego żarzenia [s]       | ≤ 20 –              | ≤ 10 ≤ 120          | ≤ 3 ≤ 25            | ≤ 2 ≤ 5             |
| Ciepło kontaktowe                  | Temperatura kontaktu Tc [ºC] Czas progowy tt [s]           | 100 ≥ 15            | 250 ≥ 15            | 350 ≥ 15            | 500 ≥ 15            |
| Ciepło konwekcyjne                 | wskaźnik przenoszenia ciepła HTI [s]                       | ≥ 4                 | ≥ 4                 | ≥ 4                 | ≥ 4                 |
| Ciepło promieniowania              | transmisja cieplna [s]                                     | ≥ 7                 | ≥ 20                | ≥ 50                | ≥ 95                |
| drobne rozpryski stopionego metalu | do uzyskania temperatury 40° [g]                           | ≥ 10                | ≥ 15                | ≥ 25                | ≥ 35                |
| duże ilości stopionego metalu      | do uzyskania temp. powodującej powierzchowne oparzenie [g] | ≥ 30                | ≥ 60                | ≥ 120               | ≥ 200               |

## Rękawice chroniące przed mikroklimatem zimnym
Stosowane są przy pracach wykonywanych z mikroklimacie zimnym, w którym występuje narażenie rąk na wychłodzenie lub odmrożenia. Wymagania i metody badania dla tej grupy rękawic określa norma zharmonizowana PN-EN 511:2006(U) Rękawice chroniące przed zimnem. Kolejne liczby oznaczają:
- odporność na zimno konwektywne – określa izolację cieplną ITR [m2K/W] (od 1 do 4)
- odporność na zimno poprzez kontakt – określa opór cieplny R [m2K/W] (od 1 do 4)
- nieprzemakalność – (od 0 do 1)

| Test                         | Poziom skuteczności | Poziom skuteczności | Poziom skuteczności | Poziom skuteczności | Poziom skuteczności |
| Test                         | 0                   | 1                   | 2                   | 3                   | 4                   |
| ---------------------------- | ------------------- | ------------------- | ------------------- | ------------------- | ------------------- |
| Izolacja cieplna ITR [m2K/W] | –                   | 0,10 ≤ ITR < 0,15   | 0,15 ≤ ITR < 0,22   | 0,22 ≤ ITR < 0,30   | 0,30 ≤ ITR          |
| Opór cieplny R [m2K/W]       | –                   | 0,025 ≤ R < 0,050   | 0,050 ≤ R < 0,100   | 0,100 ≤ R < 0,150   | 0,150 ≤ R           |
| Nieprzemakalność             | NIE                 | TAK                 | –                   | –                   | –                   |

## Rękawice chroniące przed zagrożeniami mechanicznymi
Odporność mechaniczną wszelkiego rodzaju rękawic ochronnych określa norma PN-EN 388:2006 Rękawice chroniące przed zagrożeniami mechanicznymi. Zawarto w niej wymagania, metody badania, znakowania oraz dostarczane informacje dla rękawic chroniących przed zagrożeniami mechanicznymi takimi jak ścieranie, przecięcie ostrzem, rozdzieranie i przekłucie. Rozszerzono metody badania na ochrony ramion, stanowiące osobne elementy rękawicy lub ubrania. Określa ona cztery parametry wytrzymałości:
- odporność na ścieranie: określa liczbę cykli niezbędnych do uszkodzenia próbki przy stałej prędkości (od 0 do 4);
- odporność na rozcięcie ostrym narzędziem: określa liczbę cykli niezbędnych do przecięcia próbki przy stałej prędkości (od 0 do 5);
- odporność na rozerwanie: określa (w niutonach) maksymalną siłę niezbędną do rozdarcia próbki. (od 0 do 4);
- odporność na przekłucie: określa (w niutonach) siłę niezbędną do przebicia próbki znormalizowanym przebijakiem. (od 0 do 4)

| Test                                   | Poziom skuteczności | Poziom skuteczności | Poziom skuteczności | Poziom skuteczności | Poziom skuteczności | Poziom skuteczności |
| Test                                   | 0                   | 1                   | 2                   | 3                   | 4                   | 5                   |
| -------------------------------------- | ------------------- | ------------------- | ------------------- | ------------------- | ------------------- | ------------------- |
| Odporność na ścieranie [cykle]         | <100                | 100                 | 500                 | 2000                | 8000                | –                   |
| Odporność na przecięcie [współczynnik] | <1,2                | 1,2                 | 2,5                 | 5,0                 | 10,0                | 20,0                |
| Odporność na rozdzieranie [N]          | <10                 | 10                  | 25                  | 50                  | 75                  | –                   |
| Odporność na przebicie [N]             | <20                 | 20                  | 60                  | 100                 | 150                 | –                   |

## Rękawice chroniące przed czynnikami chemicznymi
Metodę badania odporności na przesiąkanie rękawic zabezpieczających przed czynnikami chemicznymi reguluje norma PN-EN 374-2:2005. Należy zwrócić szczególną uwagę na fakt, że badanie to prowadzone jest w sposób syntetyczny w warunkach odmiennych od tych występujących w czasie normalnej pracy. Dlatego zaleca się wykorzystywanie wyników badań, wyłącznie do porównywania tworzyw jako grupę kategorii wytrzymałościowej przez określony czas oddziaływania.

## Rękawice chroniące przed ryzykiem mikroorganicznym
Metodę badania odporności na przepuszczanie rękawic ochronnych zabezpieczających przed mikroorganizmami reguluje norma PN-EN374-3:2005. Przyjmuje się, że dopóki rękawice odporne są na przepuszczanie, badane według tej części normy EN374-2, tworzą skuteczną barierę przeciw zagrożeniom mikrobiologicznym.